# Masahide Ueno
Pour les articles homonymes, voir Ueno (homonymie).
Masahide Ueno (上野 政英, Ueno Masahide, né le 10 septembre 1983) est un athlète japonais spécialiste du sprint. 

## Carrière

### Palmarès
| Date | Compétition         | Lieu  | Résultat | Épreuve | Performance |
| ---- | ------------------- | ----- | -------- | ------- | ----------- |
| 2007 | Championnats d'Asie | Amman | 2e       | 100 m   | 10 s 26     |

### Records
| Épreuve    | Performance | Lieu  | Date            |
| ---------- | ----------- | ----- | --------------- |
| 100 mètres | 10 s 26     | Amman | 26 juillet 2007 |